# کروماتوگرافی فازمعکوس
کروماتوگرافی فارمعکوس (Reversed-phase chromatography) نوعی کروماتوگرافی (سَوانگاری) است که در آن زنجیرهای کربن آب‌گریز با گروه‌های آب‌دوست در یک ماتریس نگهدارنده مبادله می‌شوند.